# Sucrea
Sucrea là một chi thực vật có hoa trong họ Hòa thảo (Poaceae).

## Loài
Chi Sucrea gồm các loài: